# Synagelides thodungus
Synagelides thodungus är en spindelart som beskrevs av Andrzej Bohdanowicz 1987. Synagelides thodungus ingår i släktet Synagelides och familjen hoppspindlar. Inga underarter finns listade i Catalogue of Life.